# TTV Kwiek

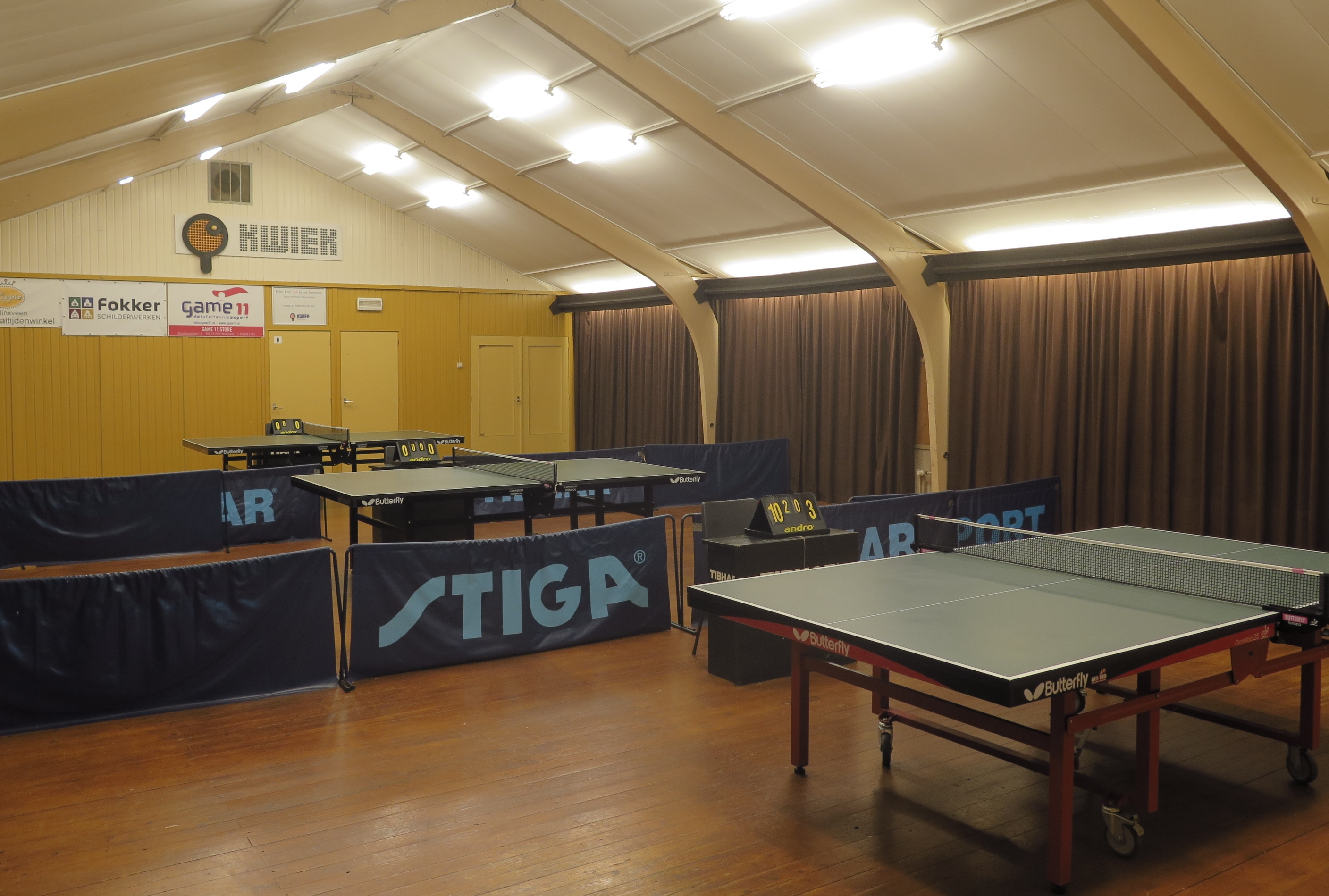
Speelzaal

TTV Kwiek is een tafeltennisvereniging uit Waddinxveen. 
De vereniging is opgericht op 17 februari 1949 en is aangesloten bij de NTTB.

## Accommodatie
TTV Kwiek beschikt over een eigen accommodatie die gevestigd is op J.W. Frisoweg 43a in Waddinxveen.

## Openingstijden
| dinsdag   | 20:00 - 22:30 uur | Training   |
| woensdag  | 14:00 - 16:00 uur | Training   |
| donderdag | 20:00 - 00:00 uur | Competitie |
| vrijdag   | 20:00 - 00:00 uur | Competitie |

## Geschiedenis
Tafeltennisvereniging Kwiek is op 17 februari 1949 opgericht.
De eerste activiteiten vonden plaats in een zaaltje van cafe 'Het Centrum' aan de Gouwe.
Later werd er gespeeld in de kantine van carrosseriefabriek Heul. Die bevond zich aan de oostzijde van de Gouwe bij de Coenecoopbrug.
In augustus 1956 sloot de vereniging zich aan bij de Nederlandse Tafeltennisbond (NTTB) en kon er deelgenomen worden aan de bondscompetitie.
Om de kans op groei te vergroten zocht men een speelzaal binnen de bebouwde kom van Waddinxveen. 
Dit werd de gymnastiekzaal van de Chr. Landbouwhuishoudschool 'De Rank'. De verhuizing was een succes voor de vereniging.
De beperkte groeimogelijkheden en de huurstijgingen waren echter redenen op uit te kijken naar een geschiktere accommodatie.
In juni 1974 besloot men om samen met gymnastiekvereniging TOOS de voormalige Bethelkerk te huren, die op 23 augustus 1974 in gebruik werd genomen.
De vereniging floreerde door de ruimere speelmogelijkheden.
In 1980 werd gebruik gemaakt van de mogelijkheid om de zaal van de gemeente te kopen, waarbij TOOS als huurder de zaal kon blijven gebruiken.
Omdat TOOS vanaf 1995 de zaal niet langer meer huurde, kon het gebouw geheel ingericht worden voor het spelen van tafeltennis. 
Tot op heden is het voormalige kerkgebouw op J.W. Frisoweg 43a het onderkomen van de tafeltennisvereniging.

## Competitie
Kwiek nam in de voorjaarscompetitie 2025 met 2 teams deel aan de reguliere competitie en met 7 teams deel aan de duo competitie van de NTTB.